# 劉易斯冰川
劉易斯冰川（英語：Lewis Glacier），是南極洲的冰川，位於葛拉漢地的鮑曼海岸，最終注入塞利格曼灣，在1940年由美國研究隊拍攝空中照片，以英國冰川學家命名，現時由南極條約體系管理。